# 斯蒂芬妮·穆尔豪斯
斯蒂芬妮·穆尔豪斯（英語：Stephanie Moorhouse，1987年1月20日—），澳大利亚女子竞技体操运动员。她曾代表澳大利亚参加2002年英联邦运动会体操比赛，获得一枚金牌。她也曾参加2004年夏季奥林匹克运动会。